# Aquädukt am Roten Tor

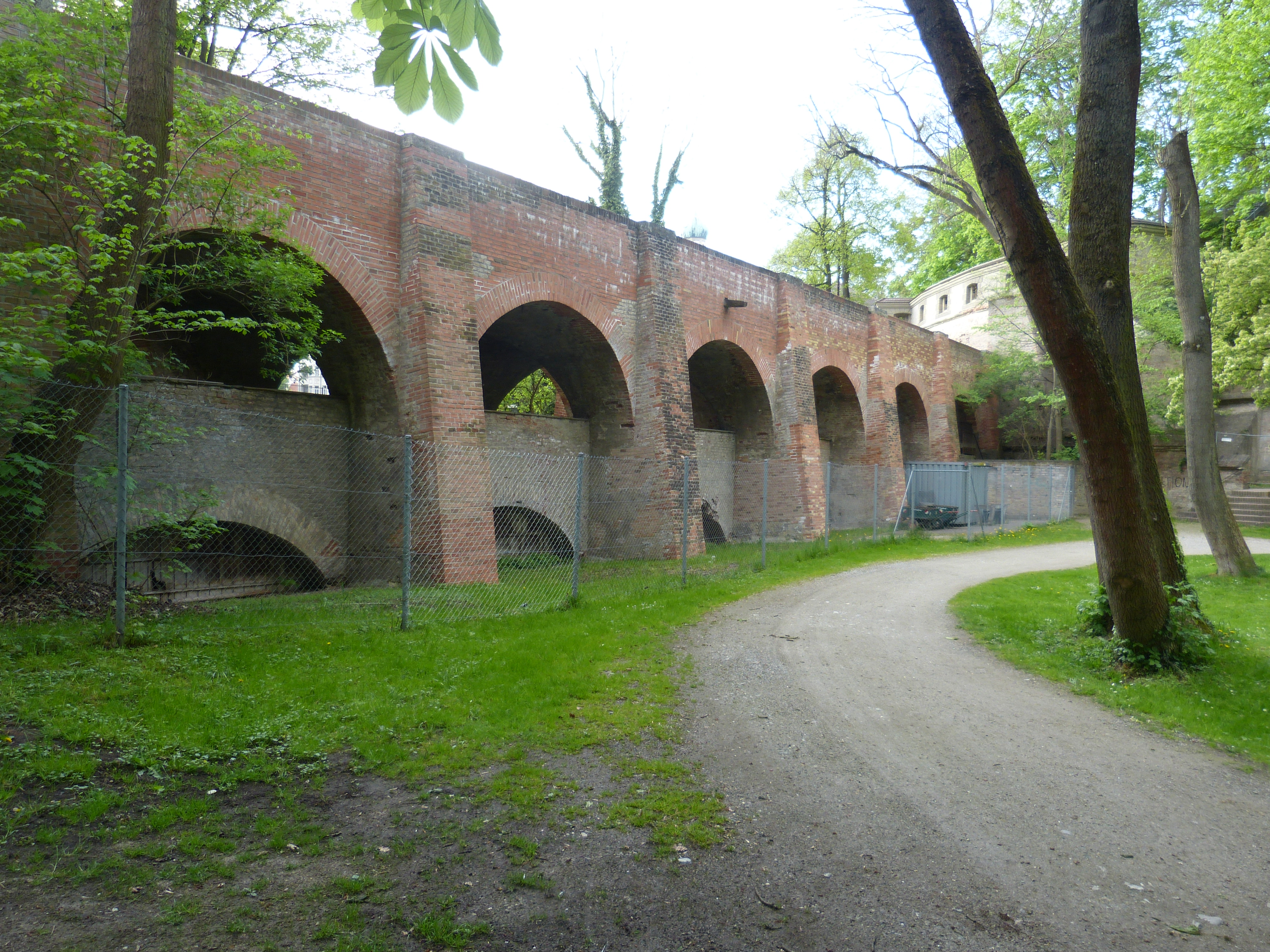
Das Aquädukt am Roten Tor vom heute trockenen Roten-Torwall-Graben aus gesehen

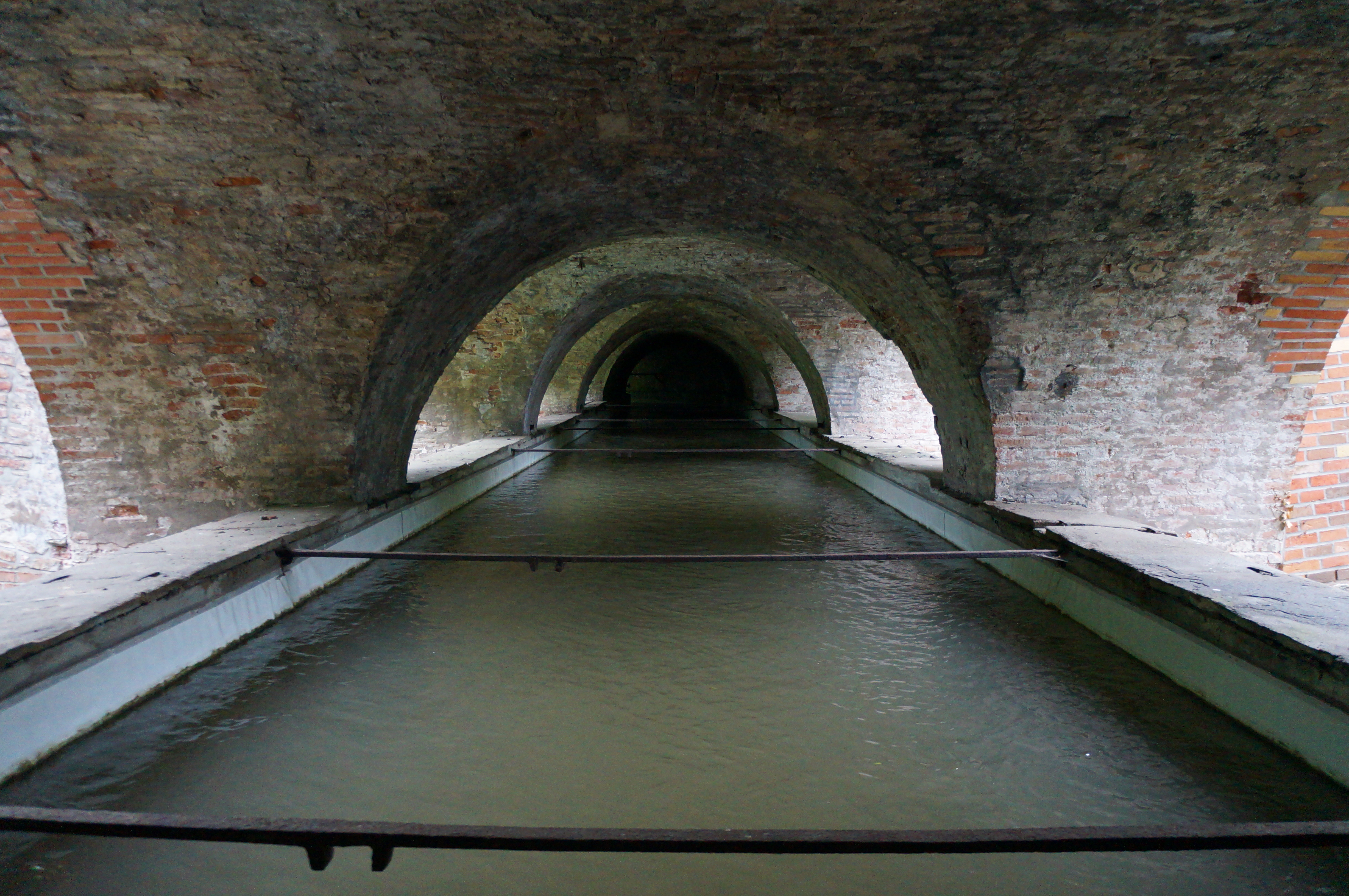
Im Inneren des Aquädukts

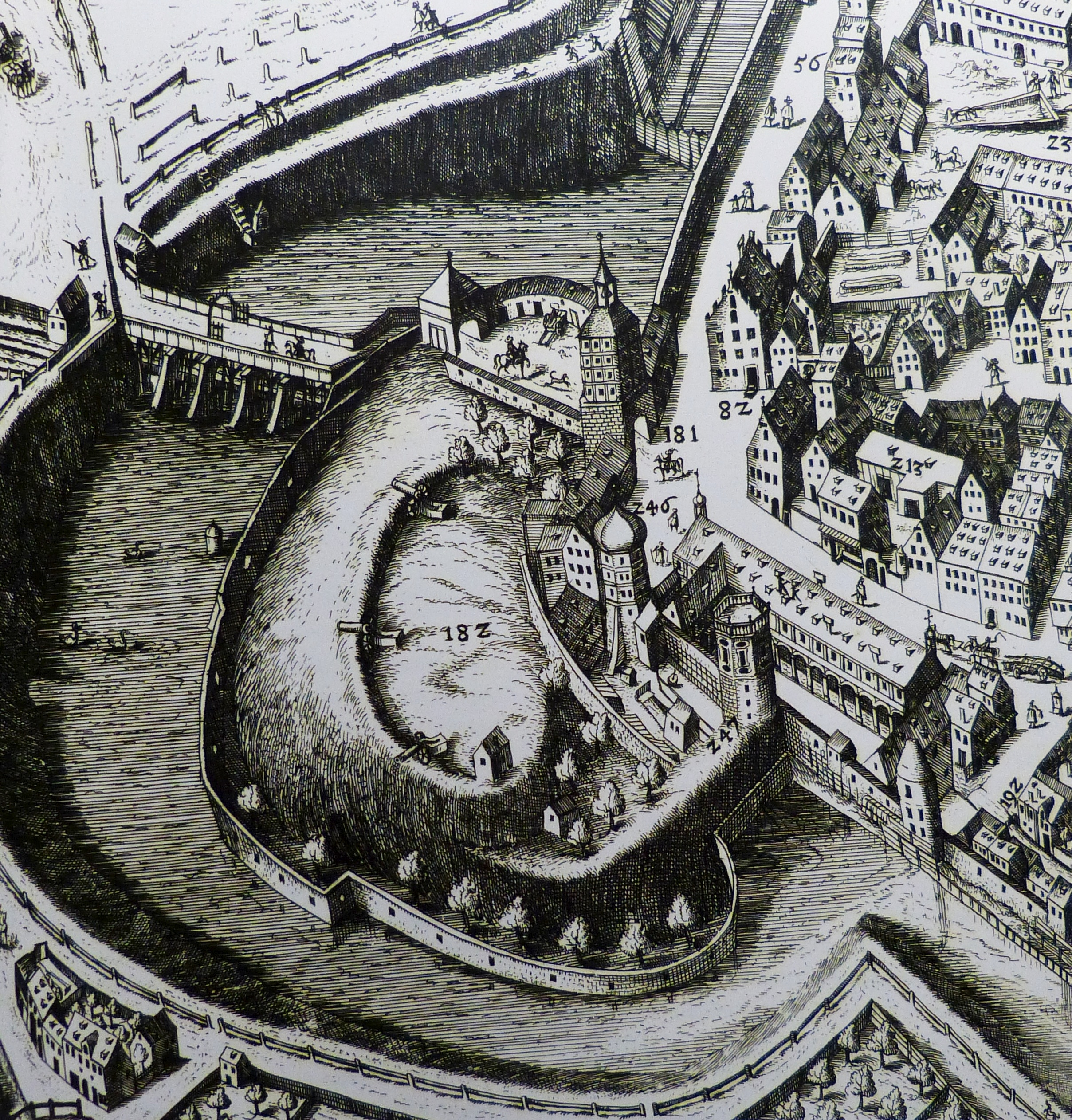
Der Ausschnitt aus dem Kilianplan (1626) zeigt das Aquädukt über den breiten wassergefüllten Stadtgraben bei der Bastion am Roten Torwall.

Das Aquädukt am Roten Tor in Augsburg ist ein historisches Bauwerk und ein Denkmal von Augsburgs historischer Wasserwirtschaft. Es hat eine doppelte Funktion: Im unteren Geschoss, zwischen den Bögen, diente es als Aquädukt zur Beförderung von Fluss- und Trinkwasser über den Stadtgraben der Verteidigungsanlage hinweg in die Stadt hinein. Im oberen Geschoss diente es als Viadukt-Brücke für Menschen, Tiere und Fuhrwerke über den Stadtgraben zum Roten Tor hin. Es ist die einzige erhaltene Brücke über den ehemals rund um die Stadt verlaufenden Stadtgraben. Heute ist das Aquädukt als Teil des Ensembles am Roten Tor ein Baudenkmal.

## Geschichte
Das ursprünglich hölzerne Aquädukt wurde im Jahr 1777 vom Augsburger Baumeister Johann Christian Singer durch ein aus Ziegeln gemauertes an derselben Stelle ersetzt. Das massive Bauwerk besitzt sechs Bögen und ist zweigeschossig ausgeführt. Die Wasserführung im Kanal zwischen den Bögen hatte ursprünglich eine hölzerne Scheidewand, um das links fließende Brauchwasser des Lochbachs von dem rechts fließenden Trinkwasser des Brunnenbachs zu trennen. Das Wasser des Brunnenbachs wurde durch Öffnungen in der Bastion beim Roten Tor in den Hof des Wasserwerks am Roten Tor geleitet. Dort wurde es in die Wassertürme hochgepumpt, um mit dem notwendigen Druck die öffentlichen Brunnen und private Haushalte der Stadt zu speisen. Zum Antrieb der Pumpen diente das Brauchwasser. Heute sind die beiden Bäche vereinigt und das gesamte Wasser des Lochbachs fließt links vor dem Oberen Brunnenmeisterhaus vorbei. Sein Kanal wird ab hier Vorderer Lech genannt.
Seit 1929 dient das Aquädukt als Kulissenbestandteil der Freilichtbühne am Roten Tor. Die Brücke ist als Bereich der Freilichtbühne nicht mehr für die Öffentlichkeit zugänglich und auch das Rote Tor dient nicht mehr als Tor; der Zugang in die Altstadt führt heute an dieser Stelle links an der Freilichtbühne und links am Tor vorbei.
In den Jahren 2004 und 2005 wurde das Aquädukt und die Brückenkonstruktion durch die Stadtverwaltung umfassend saniert.